# Sierra Grosa (kulle)
Sierra Grosa är en kulle i Spanien.   Den ligger i provinsen Província de Lleida och regionen Katalonien, i den östra delen av landet, 400 km öster om huvudstaden Madrid. Toppen på Sierra Grosa är 327 meter över havet.
Terrängen runt Sierra Grosa är huvudsakligen lite kuperad. Runt Sierra Grosa är det ganska tätbefolkat, med 120 invånare per kvadratkilometer. Närmaste större samhälle är Lleida, 9,5 km öster om Sierra Grosa. Trakten runt Sierra Grosa består till största delen av jordbruksmark.